# ロバート・ガスコイン＝セシル (第6代ソールズベリー侯爵)
第6代ソールズベリー侯爵ロバート・エドワード・ピーター・ガスコイン＝セシル（英: Robert Edward Peter Gascoyne-Cecil, 6th Marquess of Salisbury, DL、1916年10月24日 - 2003年7月11日）は、イギリスの政治家、貴族。
19世紀後半に3度にわたって首相を務めた第3代ソールズベリー侯爵は曾祖父にあたる。

## 経歴
1916年10月24日、第5代ソールズベリー侯爵ロバート・ガスコイン＝セシルとその妻エリザベスの長男として生まれる。
イートン校を卒業後、グレナディアガーズに入隊して第二次世界大戦に従軍した。大尉階級まで昇進する。
1950年から1954年にかけてはボーンマス・ウェスト選挙区から選出されて庶民院議員を務める。
1972年2月に第6代ソールズベリー侯爵位を継承し、貴族院議員となる。
2003年7月11日に死去。

## 栄典

### 爵位
- 1972年2月23日、第6代ソールズベリー侯爵（1789年創設グレートブリテン貴族爵位）
- 1972年2月23日、第12代ソールズベリー伯爵（1605年創設イングランド貴族爵位）
- 1972年2月23日、第12代クランボーン子爵（1604年創設イングランド貴族爵位）
- 1972年2月23日、第12代エッセンドンのセシル男爵（1603年イングランド貴族爵位）[2]

### その他名誉職
- 1974年、ドーセット副統監（DL）[2]

## 家族
1945年に陸軍軍人ヴァレンタイン・モーリス・ウィンダム＝クイン大尉の娘マージョリー・オレインと結婚し、彼女との間に以下の7子を儲ける。
- 第1子（長男）第7代ソールズベリー侯爵ロバート・マイケル・ジェームズ（1946年 - ）
- 第2子（次男）リチャード・ヴァレンタイン（英語版）卿（1948年 - 1978年）
- 第3子（三男）チャールズ・エドワード・ビアー卿（1949年 - ）
- 第4子（四男）ヴァレンタイン・ウィリアム卿（1952年 - ）
- 第5子（五男）ヘンリー閣下（1955年）
- 第6子（長女）ローズ・アリス・エリザベス嬢（1956年 - ）
- 第7子（六男）マイケル・ヒュー卿（1960年 - ）